# Fort de Cognelée
Fort de Cognelée – duży, trójkątny fort pancerny, projektu gen. Brialmonta, będący częścią pierścienia fortów twierdzy Namur (fr. Region Fortifiee de Namur).
Fort położony na wzgórzu o wys. 200 m n.p.m., 6,85 km od Namur, wspólnie z oddalonym o 4,15 km fortem d’Emines i z odległym o 5,95 km fortem de Marchovelette bronił dróg do Tienen i do Leuven, terenów przed wsią Marche-les-Dames i wyżyny wokół Champion.
Trójkątny w kształcie fort o załamanej linii koszar szyjowych, które tworzyły dwa półbastiony z parą dział 57 mm każdy do obrony tylnej fosy; jedno takie działo broniło bezpośrednio bramy fortu. Fosa, o stoku spłaszczonym i stromej, murowanej przeciwskarpie, broniona przez zdwojoną, dwupiętrową kaponierę rewersową (czyli umieszczoną w przewskarpie) umieszczoną przy zbiegu fos, po przeciwnej stronie fortu niż brama główna; ta kaponiera uzbrojona była w dwie pary armat kal. 57 mm. Do obrony bliskiej służyły ponadto 4 armaty tego samego kalibru, umieszczone w obrotowych, wysuwanych wieżach pancernych na masywnym bloku centralnego schronu; na bloku zamontowany był też silny reflektor w wysuwanej, pancernej kopule.

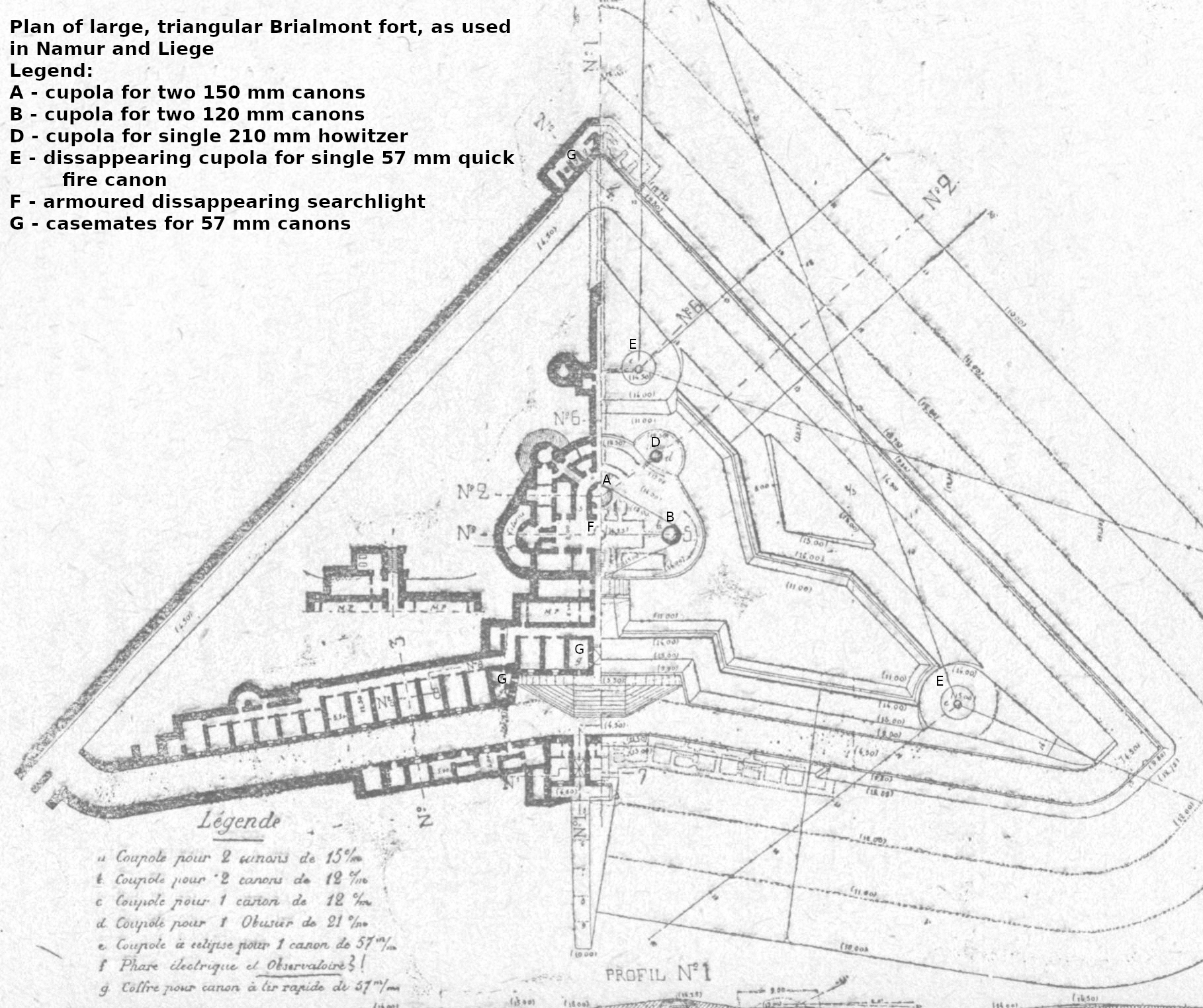
Duży, pancerny fort Brialmonta. Fort de Cognelée był zbudowany według tego planu.
Legenda:
A) wieża dwóch dział 150 mm
B) wieża dwóch dział 120 mm
D) wieża haubicy 210 mm
E) wysuwane kopuły dział 57 mm F) wysuwany, opancerzony reflektor
G) schrony bojowe dział 57 mm

Na dachu schronu centralnego znajdowały się także 5 kopuł dział obrony dalekiej: w centralnej części jedna wieża z parą armat 150 mm, w tylnej części dwie wieże z parą armatą 120 mm, do prowadzenia ognia bezpośredniego. Z przodu bloku znajdowały się dwie kopuły haubic 210 mm, do ognia pośredniego. Działa 150 mm M.1886 produkcji Kruppa, o długości lufy 3,8m i kącie podniesienia luf od -2° do +25°, miały zasięg 8,5 km. Wieża o średnicy 4,8m miała masę 224 ton i 25-osobową załogę (wraz z żołnierzami dostarczającymi amunicję z magazynów itp.). Wieża dział 120 mm miała taką samą średnicę i załogę, ale była lżejsza (188 ton). Armaty M. 1889, o długości lufy 3 i kącie podniesienia od -3° do +25°, strzelały na 8 km. Haubica 210 mm M.1889 Kruppa, o lufie 2,5 m i kącie podniesienia od -5° do +35° (zasięg ognia pośredniego 6,9 km), umieszczona była w mniejszej (3,6 m) i lżejszej (100 ton) wieży o 13-osobowej załodze. Lekkie działa 57 mm M.1889 Nordenfeldta miały lufy 1,5 m, kąt podniesienia od -8° do +10°, zasięg 300 m, a ich kopuły o średnicy 2,1 m i wadze 34 ton obsługiwało 6 ludzi.
Artyleria fortu była zgrupowana w 8. baterię artylerii fortecznej, piechurzy pochodzili z 3. pułku piechoty fortecznej; całością w 1914 dowodził kpt. Cambier.
20 sierpnia 1914 roku siły niemieckie podeszły pod miasto i rozlokowały baterie ciężkiej artylerii na osłoniętych pozycjach w pobliżu fortów w północnym kwadrancie. 21 kwietnia rozpoczęły atak, ostrzeliwując cztery północne forty na obu brzegach Mozeli z moździerzy 210 mm, 305 mm i 420 mm i miasto z dział 150 mm. Fort de Marchovelette, ostrzeliwany od godz. 10 przez moździerze 420 mm, został poważnie uszkodzony. Fort de Cognelée, pod ogniem lekkiej artylerii, nie poniósł strat, więc mógł bez przeszkód prowadzić ogień kontrbateryjny przeciw nieprzyjacielskiej baterii oblężniczej koło Tiliers. Fort de Cognelée, który przetrwał ostrzał 21 sierpnia bez większych strat, wspomógł swoim ogniem odeprzeć dwa nocne ataki niemieckiej piechoty. 22 sierpnia oddział piechoty 5. pułku Gwardii, poszukując nowego miejsca dla baterii moździerzy 305 mm, zapędził się w pobliże fortu i dostał się pod ciężki ostrzał. Tego samego dnia trzy bataliony francuskiej 8. brygady pod dowództwem gen. Mangina przeprowadziła wypad spod fortu de Marchovelette, by zdobyć pozycje artylerii niemieckiej, ale zostały odparte silnym ogniem broni maszynowej. O godz. 13, Niemcy wznowili bardzo celny ostrzał z ciężkich dział (ze 120 wystrzelonych pocisków, 108 trafiło). Z braku możliwości korygowania ognia, fort odpowiadał jedynie z dział 57 mm do bezpośrednio widocznych, nieodległych celów. O 15.00 ciężki granat uszkodził wieżę dział 150 mm; o 18.00 unieruchomione zostały obie wieże haubic 210 mm i poważnie uszkodzona prawa wieża dział 120 mm. 23 sierpnia fort od rana strzelał rzadko z kilku czynnych dział (wieży 150 mm, prawej haubicy 210 mm i czołowej wieży 57 mm) – ostatnie strzały oddał ok. 10.30 w kierunku kawalerii zmierzającej ku drodze do Leuven. Wówczas trafiła w fort salwa czterech granatów: jeden przebił się pod wieżę 150 mm dział i detonował w centralnym korytarzu, zapalając worki z prochem; drugi eksplodował w środkowym korytarzu. Wobec zagrożenia wybuchem magazynów i licznych rannych, kpt. Cambier, zadecydował o zniszczeniu pozostałego sprzętu i prochu i wywieszeniu białej flagi. O 12.30 niemiecka piechota zajęła fort i pomogła odkopać zasypanych obrońców. Łącznie przeciwko fortowi wystrzelono 59 granatów kal. 305 mm i 748 kal. 210 mm.
W okresie międzywojennym fort nie był modernizowany, służył jako skład amunicji.